# انجه
انجه، روستایی از توابع بخش مرکزی شهرستان ایذه در استان خوزستان ایران است. مردم این منطقه از ایل بختیاری و طایفه بویری هستند

## جمعیت
این روستا در دهستان پیان قرار دارد و بر اساس سرشماری مرکز آمار ایران در سال ۱۳۹۵، جمعیت آن ۱۹۸  نفر (۴۱خانوار) بوده‌است.